# Siarhiej Bykouski
Siarhiej Siarhiejewicz Bykouski, błr. Сяргей Сяргеевіч Быкоўскі, ros. Сергей Сергеевич Быковский (ur. 30 maja 1972 w Witebsku) – białoruski bokser, dwukrotny olimpijczyk. W 1996 reprezentował Białoruś na Letnich Igrzyskach Olimpijskich w Atlancie, zajmując 9. pozycję w klasyfikacji końcowej w kategorii lekkopółśredniej. W 2000 na Letnich Igrzyskach Olimpijskich w Sydney zajął 5. miejsce w kategorii lekkopółśredniej. W roku 1996 i 1998 zdobywał brązowe medale w kategorii lekkopółśredniej na Mistrzostwach Europy 1996 w Vejle oraz Mistrzostwach Europy 1998 w Mińsku. Dwukrotnie był medalistą turnieju im. Feliksa Stamma w Warszawie, dochodząc do półfinału w 1997 oraz finału w 2003 roku.

## Kariera
W kwietniu 1996 zdobył brązowy medal na Mistrzostwach Europy w Vejle. W półfinale przegrał na punkty z Oktayem Urkalem. W sierpniu 1996 reprezentował Białoruś na Letnich Igrzyskach Olimpijskich w Atlancie. Doszedł tam do 1/8 finału, przegrywając z reprezentantem Francji Nordine Mouchim. W maju 1998 ponownie zdobył brązowy medal na Mistrzostwach Europy. W eliminacjach rywalem Białorusina był Ali Ahraoui, który poległ na punkty (3:9). W ćwierćfinale pokonał na punkty Sergieja Zubkę, wygrywając 9:6, a w finale doznał porażki z Nurhanem Süleymanoğlu, odpadając z rywalizacji.
We wrześniu 2000 brał udział w Letnich Igrzyskach Olimpijskich w Sydney, rywalizując w kategorii lekkopółśredniej. W 1/16 finału pokonał na punkty (8:5) Filipińczyka Romeo Brina. W 1/8 finału pokonał po dogrywce reprezentanta Turcji Nurhana Süleymanoğlu, awansując do ćwierćfinału. W walce o półfinał przegrał na punkty (6:9) z reprezentantem Uzbekistanu Muhammadqodirem Abdullayevem.